# Arakan, Cotabato
Arakan (Bayan ng Arakan) är en kommun i Filippinerna. Kommunen ligger på ön Mindanao, och tillhör provinsen Cotabato. Folkmängden uppgår till 34 588 invånare.

## Barangayer
Arakan är indelat i 28 barangayer.
| - Allab - Anapolon - Badiangon - Binoongan - Dallag - Datu Ladayon - Datu Matangkil - Doroluman - Gambodes - Ganatan - Greenfield - Kabalantian - Katipunan - Kinawayan | - Kulaman Valley - Lanao Kuran - Libertad - Makalangot - Malibatuan - Maria Caridad - Meocan - Naje - Napalico - Salasang - San Miguel - Santo Niño - Sumalili - Tumanding |